# 安旗
安旗（1925年—2019年6月27日），原名安琦，女，满族，祖籍黑龙江，生于四川成都，中国文学评论家，曾任西北大学中文系教授。
二十岁时，以半工半读方式在四川大学英语专业就读。当时，参加中国共产党地下党的外围组织。1946年到延安。1948年，加入中国共产党。1949年之前，她一直在部队工作。1955年，任中共陕西省委宣传部文艺处副处长。1959年，调入四川省文联从事专业写作，1979年，开始研究唐诗。